# 组织文化
組織文化（Organizational Culture）或者企业文化（Corporate Culture）是指一個组织由其共有的价值观、儀式、符號、處事方式和信念等內化認同表現出其特有的行為模式。可以觀察到組織人員的行為規律、工作的團體規範、組織信奉的主要價值、指導組織決策的哲學觀念等等。
广义來说，大至聯合國、一個國家、民族、地方政府、政黨、工會、學生會、小至家庭、朋友等，其實都稱為“組織”。 但是大部分情況下這個概念應用于形容企業，或各種非營利組織的文化形象。
在现代管理学里，这是一种企业主动通过一系列活动来塑造而成的文化形态，当这种文化被建立起来后，会成为塑造内部员工行为和关系的规范，是企业内部所有人共同遵循的价值观，对维系企业成员的统一性和凝聚力起很大的作用。这种新型管理理论得到了现代企业的广泛重视。 
因此目前企業組織的管理多是從兩個不同的取徑去進行文化管理(1)著重於成員內部的心理知覺因素(2)注重於外部的行為與溝通過程。對於前者而言文化管理與變遷的成功因素在於員工內心的認知與信念與結構，改變文化先改變員工是如何「認知」與「思考」的；後者而言組織則被視為一個符號系統，成員是在此系統中由個體間的互動行為和傳播模式組織出真實與價值觀，引此文化的管理和變革外在的行為和互動開始。
而Dettzck、Tracy和Simpson (2002)他們認為組織文化是同時由內部與外部的因素所構成，因此認知與行為是互相影響的。
埃德加·亨利·席恩認為組織文化是當組織學習去克服外在環境變動的適應問題以及內部組織結構的整合協調問題時，所發現、發展出來的一套基本假設。由於這套基本假設能有效運作，因此得以在組織內不斷傳承下去，作為組織成員遭逢問題時如何進行認知思考及感覺的正確方式。依抽象程度，他將組織文化分成三個層次，分別為「器物與創造物」、「價值觀」及「基本假設」。基本假設是組織文化的內在精髓，器物與創造物以及價值觀是基本假設呈現在外在的方式。
一般情況，「組織文化」不容易被改變；因為改變「組織文化」，等於改變眾人的「性格」和「習慣」。文化是种感知，尽管组织成员具有多样化的特征，但其仍用相似的术语描述组织的文化，这就是文化的共有方面。

## 更改組織文化的途徑
- 更換領導人，例如換足球領隊。

## 外部参考
- 企業文化 之大綱 （页面存档备份，存于）